# Aritmija
Aritmija (russisk: Аритми́я) er en russisk spillefilm fra 2017 af Boris Khlebnikov.

## Medvirkende
- Aleksandr Jatsenko som Oleg Mironov
- Irina Gorbatjeva som Irina
- Nikolaj Sjrajber som Dima Jakusjkin
- Maksim Legasjkin som Vitalij Sergejevitj Golovko
- Sergej Nasedkin som Nikolaitj